# Anastasija e Maria Tolmačëvy
Anastasija e Maria Tolmačëvy (in russo Анастасия и Мария Толмачёвы?; Kursk, 14 gennaio 1997) sono due cantanti e attrici russe gemelle.
Sono state le prime vincitrici del Junior Eurovision Song Contest ad aver partecipato come concorrenti con il miglior risultato alla finale dell'Eurovision Song Contest (7º posto nell'edizione 2014).

## Storia del gruppo
A 9 anni parteciparono al Junior Eurovision Song Contest 2006 a Bucarest, in Romania, con la canzone Vesenniy Jazz (Весенний джаз, ossia "Jazz primaverile"), vincendo il concorso con 154 punti, davanti alla Bielorussia con 129; la loro canzone fu scelta il 4 giugno 2006 tra 200 cantanti e gruppi musicali russi che volevano partecipare alla competizione.
Nel 2007 hanno registrato un album, dal titolo Polovinki, e sono apparse in un TV-movie in Russia. Sono apparse inoltre nell'opening act della prima semifinale del Eurovision Song Contest 2009, svoltasi il 12 maggio.
Nel 2014 il canale Rossija 1 di VGTRK le ha scelte per rappresentare il paese all'Eurovision Song Contest 2014, conquistando la finale col brano Shine e piazzandosi al settimo posto.

## Discografia

### Album
- 2007 - Polovinki

### Singoli
- 2006 - Vesenniy Jazz
- 2014 - Shine
- 2014 - Ukhodi
- 2015 - Serdtse moyo A.T.B.T